# 스케일드 컴포지츠
스케일드 컴포지츠(Scaled Composites) 또는 스케일드(Scaled)는 버트 루탄이 설립하고 현재 노스롭그루먼이 소유 중인 미국의 항공우주 기업이다. 미국 캘리포니아주 모하비 모하비 공항 및 우주항에 위치해 있다. 실험 항공기를 개발하기 위해 설립된 이 기업은 현재 항공기 및 기타 차량을 위한 콘셉트 항공기와 프로토타입 제조 프로세스의 설계와 개발에 집중하고 있다. 지금속, 복합 재료 이용 시 전통적이지 않은 설계를 하며 실험 우주선 스페이스십원으로 안사리 X 프라이즈를 수상한 것으로 알려져 있다.